# Слепышовые

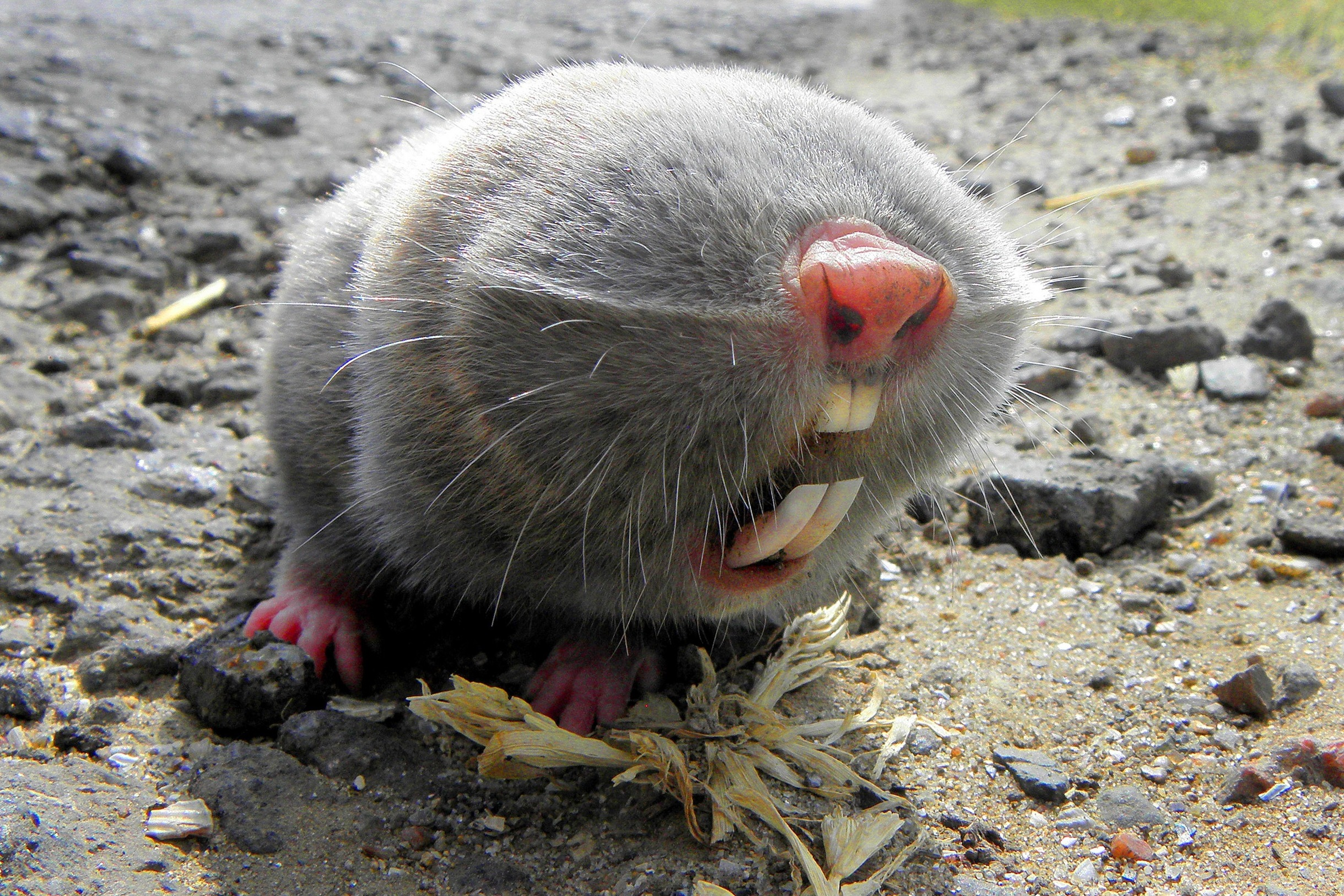
Малый слепыш

Слепышо́вые (лат. Spalacidae) — семейство грызунов, объединяющее роющих млекопитающих, адаптированных к подземному образу жизни: слепышей, бамбуковых крыс и цокоров. Это семейство наряду с колючесоневыми представляет собой одно из древнейших ответвлений в подотряде мышеобразных. До недавнего времени этих грызунов относили к различным семействам: бамбуковокрысиных и к подсемейству цокоровых семейства хомяковых. Однако недавние генетические исследования выявили их монофилетическое происхождение.

## Классификация
- Подсемейство слепышовые — Spalacinae[1]
  - Род Слепыши (Spalax)
    - Spalax antiquus
    - Песчаный слепыш (Spalax arenarius)
    - Гигантский слепыш (Spalax giganteus)
    - Буковинский слепыш (Spalax graecus)
    - Spalax istricus
    - Обыкновенный слепыш (Spalax microphthalmus)
    - Spalax uralensis
    - Подольский слепыш (Spalax zemni)

  - Род Малые слепыши (Nannospalax)
    - Малый слепыш (Nannospalax leucodon)
    - Слепыш Неринга (Nannospalax nehringi)
    - Палестинский слепыш (Nannospalax ehrenbergi)
- Подсемейство Rhizomyinae
  - Род Бамбуковые крысы (Rhizomys)
    - Китайская бамбуковая крыса (Rhizomys sinensis)
    - Седая бамбуковая крыса (Rhizomys pruinosus)
    - Большая бамбуковая крыса (Rhizomys sumatrensis)

  - Род Cannomys
    - Малая бамбуковая крыса (Cannomys badius)

  - Род Кротовые крысы (Tachyoryctes)
    - Анкольская кротовая крыса (Tachyoryctes ankoliae)
    - Мианзинийская кротовая крыса (Tachyoryctes annectens)
    - Абердарская кротовая крыса (Tachyoryctes audax)
    - Кротовая крыса-демон (Tachyoryctes daemon)
    - Tachyoryctes ibeanus
    - Эфиопская кротовая крыса (Tachyoryctes macrocephalus)
    - Наивашская кротовая крыса (Tachyoryctes naivashae)
    - Королевская кротовая крыса (Tachyoryctes rex)
    - Руандийская кротовая крыса (Tachyoryctes ruandae)
    - Кротовая крыса Рудда (Tachyoryctes ruddi)
    - Кенийская кротовая крыса (Tachyoryctes spalacinus)
    - Восточноафриканская кротовая крыса (Tachyoryctes splendens)
    - Tachyoryctes storeyi
- Подсемейство цокориные — Myospalacinae
  - Род Eospalax
    - Китайский цокор (Eospalax fontanierii)
    - Цокор Ротшильда (Eospalax rothschildi)
    - Цокор Смита (Eospalax smithii)

  - Род Цокоры (Myospalax)
    - Маньчжурский цокор (Myospalax aspalax)
    - Уссурийский цокор (Myospalax epsilanus)
    - Алтайский цокор (Myospalax myospalax)
    - Даурский цокор (Myospalax psilurus)

  - † Просифнеус

Африканских бамбуковых крыс иногда выделяют в отдельное подсемейство Tachyoryctinae.

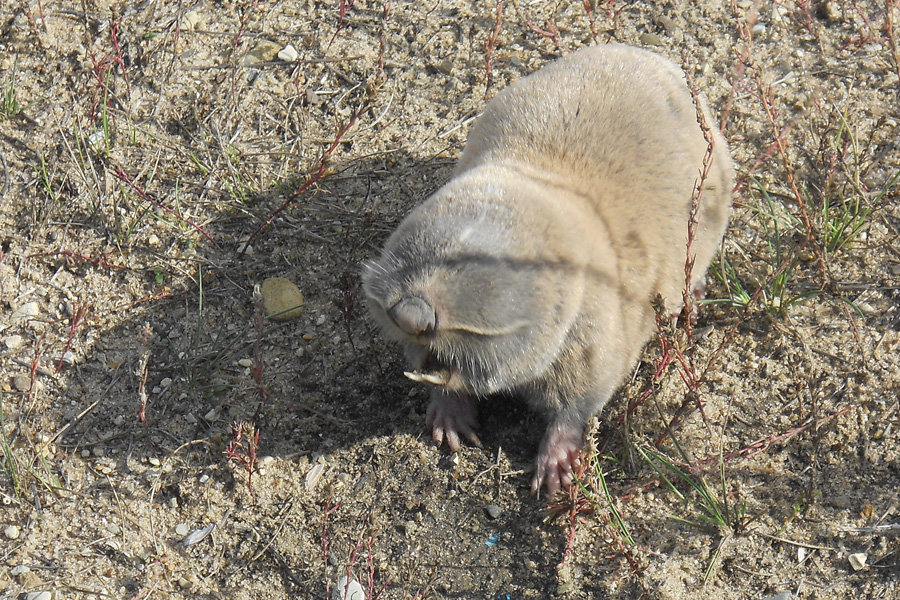
Слепыш обыкновенный под Сызранью

## Общее описание
К семейству относятся роющие или полуроющие грызуны, для которых характерно плотное вальковатое телосложение, недоразвитые глазные яблоки и ушные раковины, низкий густой меховой покров и короткие конечности. Хвост короткий (менее половины длины тела). Череп имеет широкую, клиновидную форму, мускулатура шеи мощная. Для большинства видов (кроме цокоровых, которые роют грунт передними конечностями) характерны широкие выступающие резцы, изолированными от ротовой полости выростами губ. Размеры тела варьируют от белозубого малого слепыша (Nannospalax leucodon), чья длина тела 13 см, а вес всего 100 г, до гигантской бамбуковой крысы, которая при длине тела 48 см весит до 4 кг. У некоторых видов (африканские бамбуковые крысы) самцы крупнее самок; у других половой диморфизм не выражен.

## Образ жизни
Слепышовые распространены в Старом Свете. В Европе они встречаются от Юго-Восточной Европы до Африки, на западе доходя до Ливии, а на юге — до северной Танзании; в Азии водятся от Передней и Малой Азии до острова Суматра. Два вида слепышей — гигантский и обыкновенный слепыши — встречаются на территории России.
Большую часть жизни эти грызуны проводят под землёй, строя сложные системы туннелей с гнездовыми камерами, кладовыми и уборными. Землю они роют преимущественно резцами (слепышовые, бамбуковокрысиные) или передними конечностями (цокоровые). Для рытья грызуны предпочитают влажные рыхлые почвы, избегая засушливых местностей; в горы поднимаются до 4000 м над уровнем моря. Это одиночные территориальные животные, защищающие свои норы и участки. Активны круглый год; график дневной активности зависит от вида. Большинство видов оседлы, некоторые могут кочевать в поисках пищи. Питаются слепышовые преимущественно подземными частями растений: корнями, луковицами, корневищами. Зелёные части растений, плоды, семена, а также насекомых и других беспозвоночных, употребляют в меньших количествах. Многие виды делают запасы кормов.
Самки слепышовых обычно приносят 1—2 выводка в год. Для части видов характерен послеродовой эструс, когда новая течка начинается сразу после родов. У других самка приносит потомство всего раз в жизни. Беременность длится от 4 до 7 недель; в помёте от 1 до 5 детёнышей. Самцы потомством не занимаются; самки выкармливают молодняк от 4 до 6 недель, и молодые зверьки расселяются в возрасте 2—3 месяцев.
Максимальная продолжительность жизни в неволе составляет 4,5 года, хотя в природе многие слепышовые живут не более года. Они служат пищей для многих видов хищников, включая сов, орлов и змей. Роющая деятельность слепышовых оказывает воздействие на почву, усиливая её аэрацию и насыщенность питательными веществами. В сельскохозяйственных районах они могут вредить посевам, повреждая корневую систему культурных растений.

## Природоохранный статус
Из 36 видов семейства 8 занесены в Международную Красную книгу как вымирающие :
- Spalax antiquus
- Буковинский слепыш (Spalax graecus)
- Гигантский слепыш (Spalax giganteus)
- Обыкновенный слепыш (Spalax microphthalmus)
- Песчаный слепыш (Spalax arenarius)
- Малый слепыш (Nannospalax leucodon)
- Эфиопская бамбуковая крыса (Tachyoryctes macrocephalus)
- Китайский цокор (Eospalax fontanierii)

Вид рода слепышей Spalax istricus является очень редким. По состоянию на 2024 год статус вида обозначается как «на грани полного исчезновения» .